# Breuk (mechanica)
- 1: Treksterkte σUTS
- 2: Vloeigrens σY
- 3: Breuk
- 4: Verstevigings-gebied
- 5: Insnoerings-gebied
- A: Nominale spanning (F/A0)
- B: Ware spanning (F/A)
- rood: Nominale curve
- blauw: Ware curve

Verschillende vormen van breuk bij een trekspanning: (a) brosse breuk, (b) enigszins ductiele breuk en (c) geheel ductiele breuk.

Spanning-rekdiagram van in het blauw een taai materiaal en in het rood een bros materiaal. De oppervlakte onder de curve geeft de energie dat het materiaal kan opnemen en dus de taaiheid aan. De hoeveelheid plastische rek die een materiaal kan ondergaan zonder te breken geeft de ductiliteit aan.

Een breuk betekent in de materiaalkunde en mechanica dat het materiaal geen goede samenhang meer heeft en dus geen trekkrachten meer kan opnemen. Men onderscheidt een brosse breuk en een ductiele breuk.

## Breukrek
De hoeveelheid rek, waarop een breuk in een materiaal onder een mechanische spanning plaatsvindt, wordt de breukrek {\textstyle (\varepsilon _{f})} genoemd. In het eerste spanning-rekdiagram rechts is dit de rek bij het kruisje (x) op punt 3. De bijbehorende spanning tijdens breuk heet de breukspanning {\textstyle (\sigma _{f})}.

## Brosse breuk
Brosse breuk komt voor in amorfe en kristallijne materialen, die bros gedrag vertonen onder een mechanische spanning. Een brosse breuk wordt meestal veroorzaakt door belastingpieken, lage temperaturen, verbrossing of restspanningen. Ook hoge treksnelheden zorgen voor bros gedrag.
Het brosse materiaal kan nauwelijks tot niet plastisch vervormen, daardoor kan een kleine scheur of indeuking direct voor een volledige breuk zorgen. Metalen die zich onder normale gebruiksomstandigheden taai gedragen, kunnen toch bros breken bij verlaagde temperaturen en/of hoge vervormingssnelheden. Het is hierdoor ook moeilijk voorspellingen over het breukgedrag van het materiaal te doen.
Tevens is het bijna onmogelijk de theoretische treksterkte {\textstyle (\sigma _{UTS})} bij een brosse breuk te meten aangezien het materiaal allang kapot is voordat het daar in de buurt komt. De mechanische spanning waarbij de breuk optreedt is ook direct de maximale spanning, die het materiaal kan weerstaan. De rode curve in het tweede spanning-rekdiagram geeft dit brosse gedrag weer door een schuine lijn vanuit de oorsprong, die eventueel licht afbuigt en vervolgens abrupt stopt door breuk. De curve valt dus (bijna) geheel in het elastische gebied, de schuine lijn, en plastische vervorming met versteviging en insnoering treden nauwelijks tot niet op (afbuiging).
Verbeteringen aan het materiaal om breuk te voorkomen moet bij brosse breuk vooral worden gezocht in het verhogen van de plasticiteit. Door deze verhoging kunnen kleine scheurtjes beter worden opgevangen waardoor het materiaal niet op deze plekken faalt.

## Ductiele breuk
Er wordt van een ductiele breuk gesproken bij amorfe en kristallijne materialen die een grote breukrek {\textstyle (\varepsilon _{f})}, een duidelijke vloeispanning {\textstyle (\sigma _{Y})} en vloeitraject vertonen voor breuk. De maximale kracht die het materiaal kan opvangen is die van de treksterkte {\textstyle (\sigma _{UTS})}, waarna insnoering gevolgd door breuk plaatsvindt. Verbetering ten aanzien van een ductiele breuk heeft vooral te maken met het verhogen van de treksterkte.
Een belangrijk kenmerk van een ductiele breuk is dat er eerst nog een stadium van stabiele scheurgroei optreedt, waarbij de spanningen worden herverdeeld in het materiaal. Door de grote mate van plastische vervorming, met eerst versteviging en dan insnoering, passen de uitgerekte en afgeschoven breukvlakken niet goed meer op elkaar.

## Kristallijne breuk
In kristallijn materiaal zijn de atomen, ionen of moleculen opgebouwd in een denkbeeldig kristalrooster. In een kristallijn materiaal wordt brosse breuk splijtbreuk genoemd en ductiele breuk glijdbreuk. In de allotropen van het element koolstoof vindt men extreme voorbeelden van splijtbreuken (diamant) en glijdbreuken (grafiet).

### Splijtbreuk
Brosse breuk wordt in kristallijn materiaal een splijtbreuk of splijting genoemd. Men herkent bij een brosse breuk nauwelijks enig spoor van plastische vervorming: de breukvlakjes (facetten) zijn vlak, glinsterend en bevatten kleine trapjes, die overeenkomen met sprongen in het breukoppervlak. Kenmerkend aan een brosse breuk is dat de breukvlakken nog precies op elkaar passen. In een kristallijn materiaal de oriëntatie van de splijtingsvlakken is afhankelijk van de roosterrichting.

### Glijdbreuk
Het ductiele type breuk wordt in kristallijn materiaal glijdbreuk genoemd en vertoont een karakteristiek breukpatroon, het wordt ook wel "kop en schotelbreuk" of schuifbreuk genoemd. Bij glijdbreuk wordt de samenhang van het materiaal door (te grote) afschuiving op atomaire schaal verbroken als gevolg van een aangebrachte spanning die binnenin het materiaal een kritieke waarde van de schuifspanning overschrijdt, waardoor de atoombindingen worden verbroken. Het breukvlak maakt veelal een hoek van ongeveer 45° met de langsrichting, onder zuivere trekspanning. Dit kan worden bewezen met het criterium van Tresca, waarmee duidelijk wordt dat de maximale schuifspanning optreedt onder een hoek van 45° ten opzichte van de zuivere trekspanning.
Het typische breukvlak kenmerkt zich door een dof en vezelachtig uiterlijk. Voor de ductiele breuk vindt eerst versteviging en insnoering plaats, met een stabiele scheurgroei als gevolg. De insnoering zorgt voor allerlei kleine holtes die vormen in het materiaal onder een hoek van ongeveer 45°, onder zuivere trekspanning. Deze holtes zullen bij een hogere spanning vergroeien tot een grote scheur, dit verschijnsel heet microholte coalescentie. Vervolgens scheurt deze groei uit bij hogere belasting en breekt het materiaal.

## Breuktermen overzicht
|                | Kristallijn materiaal    | Kristallijn materiaal | Amorf materiaal                    | Amorf materiaal |
| -------------- | ------------------------ | --------------------- | ---------------------------------- | --------------- |
| Brosse breuk   | splijtbreuk of splijting |                       | conchoïdale of schelpvormige breuk |                 |
| Ductiele breuk | glijdbreuk               |                       | crazing (kunststoffen)             |                 |

## Galerij

Breuk in materialen
Weergave van het elastische (blauw) en plastische (groen) gebied met uiteindelijk breuk (rood) in een spanning-rekdiagram.
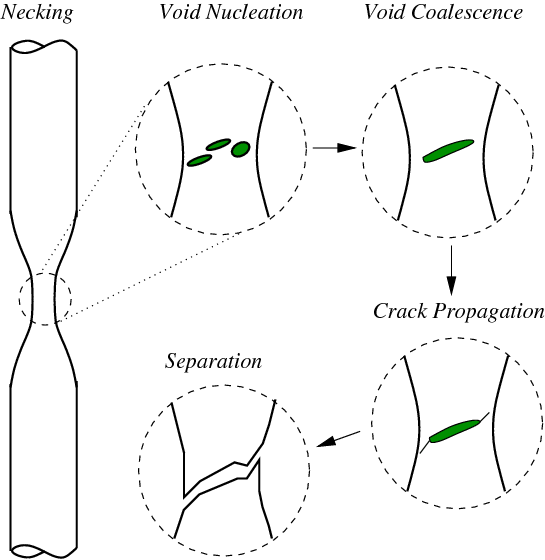
Schematische weergave van het tijdsbeloop in een ductiele breuk (in zuivere trekspanning). Eerst het ontstaan van microholte coalescentie, die vervolgens uitscheurt tot een breuk.
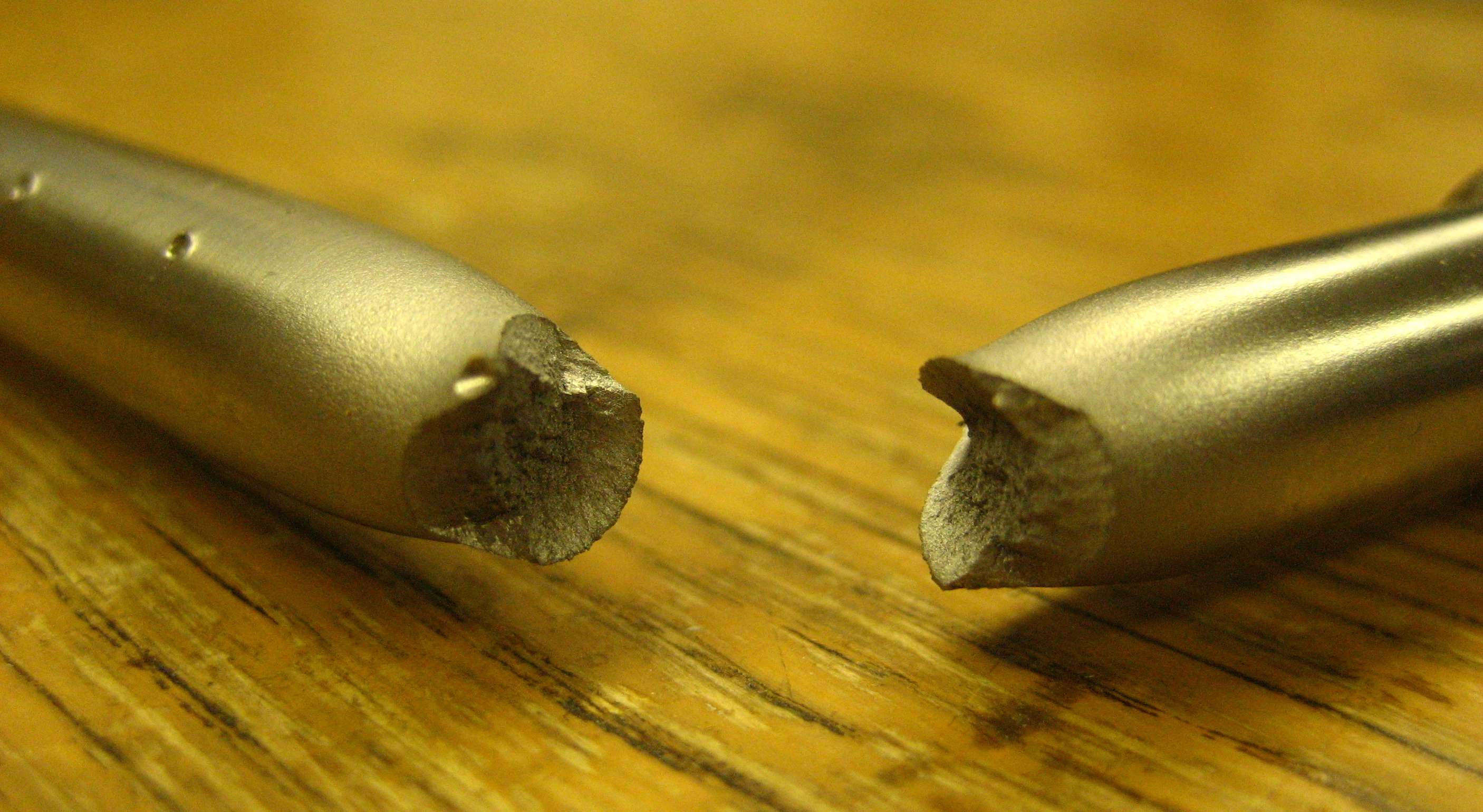
Ductiel breukvlak van een metalen trekstaaf met een "kop en schotelbreuk"
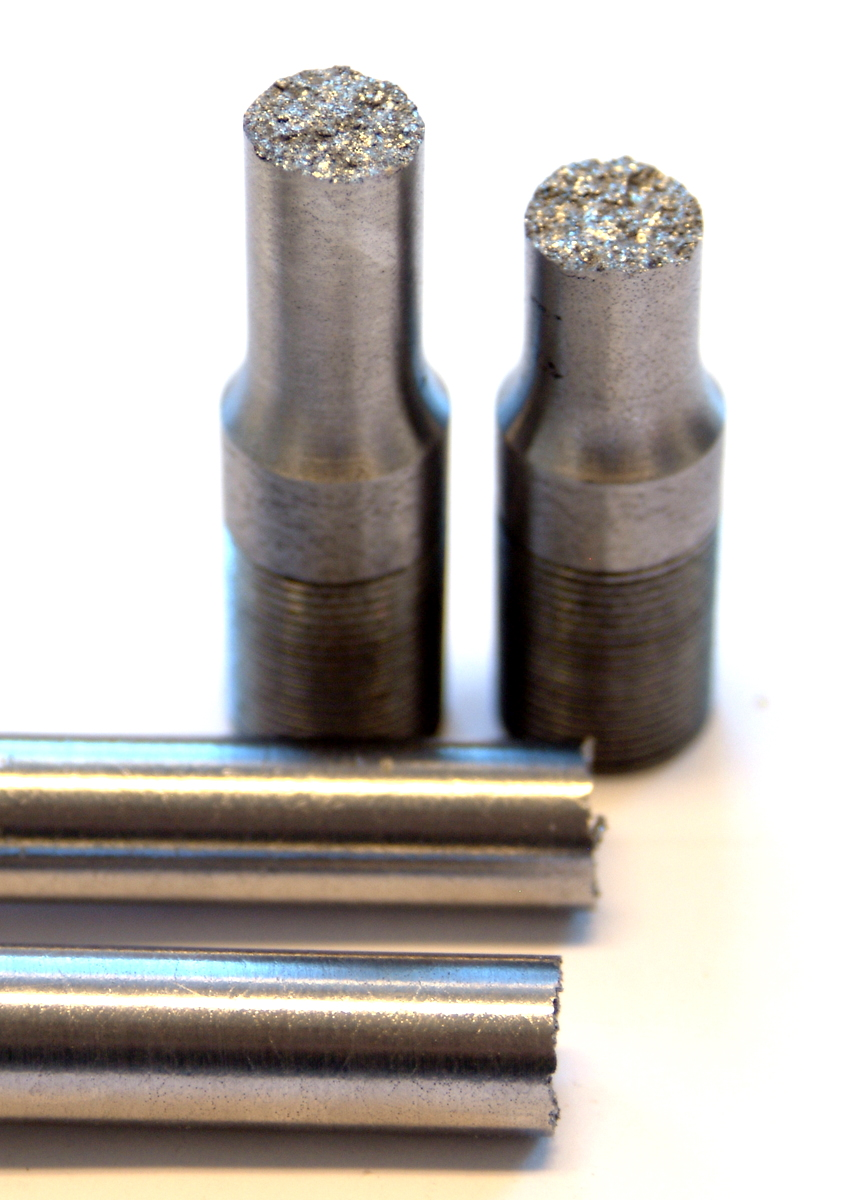
Bros splijtvlak van een metalen trekstaaf
- Glijdbreuk, een typische breukvlak voor ductiel en taai materiaal. Dit is een 6061 aluminium afbeelding gemaakt met een SEM.
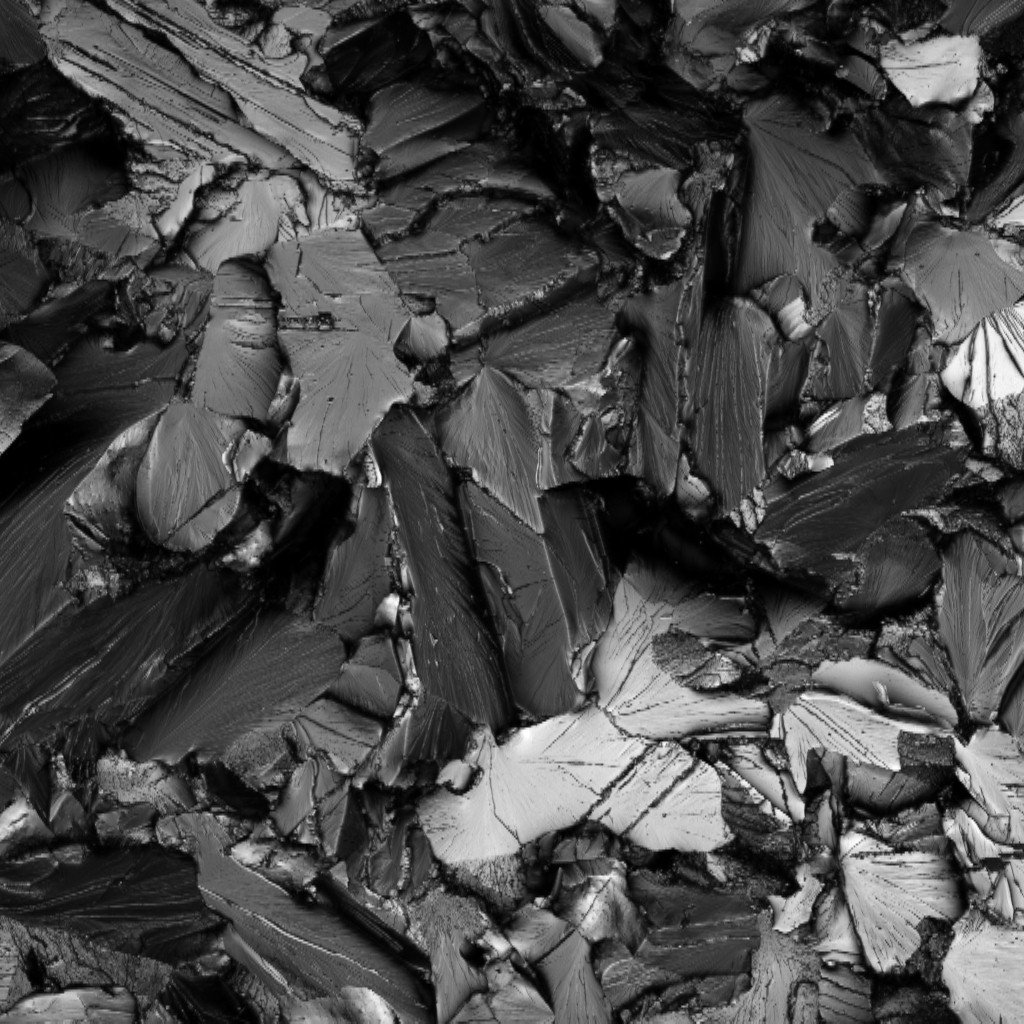
Typisch breukvlak na een abrupte splijtbreuk in een bros materiaal. Hier van een laag-koolstofstaal. De egale vlakken (facetten) op het breukvlak zijn duidelijk zichtbaar.
Bros-scheurverloop over de korrelgrens in een materiaal, na korrelgrens-segregatie.